# Wola Jasienicka
Wola Jasienicka [ˈvɔla jaɕeˈɲit͡ska] là một ngôi làng thuộc khu hành chính của Gmina Jasienica Rosielna, thuộc hạt Brzozów, Subcarpathian Voivodeship, ở phía đông nam Ba Lan. Nó nằm khoảng 5 kilômét (3 mi) phía tây Jasienica Rosielna, 12 km (7 mi)     phía tây bắc Brzozów, và 33 km (21 mi) phía nam thủ đô khu vực Rzeszów.
Ngôi làng có dân số 670 người.